# 前田健康
前田 健康（まえだ たけやす、1959年8月 - ）は、日本の歯学者。新潟大学大学院医歯学総合研究科教授（摂食環境制御学講座）。専門分野は形態系基礎歯科学（Morphological Basic Dentistry）（口腔解剖学）。学位は歯学博士（新潟大学）。福井県出身。

## 学歴
- 福井県立藤島高等学校卒業[要出典]
- 1984年 - 新潟大学歯学部卒業[要出典]
- 1988年 - 新潟大学大学院歯学研究科博士課程修了　歯学博士の学位を取得、論文の題は「Sensory innervation of the periodontal ligament in the incisor and molar of the monkey, Macaca fuscata : : an immunohistochemical study for neurofilament protein and glia-specific S-100 protein(ニホンザル切歯および臼歯歯根膜の知覚神経支配ニューロフィラメントプロテインとS-100蛋白による免疫組織化学的研究)」[1]。

## 職歴
- 1991年 - 新潟大学歯学部講師
- 1992年 - 新潟大学歯学部助教授
- 1996年 - 新潟大学歯学部教授
- 2001年 - 新潟大学大学医歯学総合研究科教授（現職）

## 主な著書
- 口腔組織・発生学 医歯薬出版(2006) ISBN 978-4-263-45600-2
- 歯の移動の臨床バイオメカニクス骨と歯根膜のダイナミズム, 医歯薬出版(2006) ISBN 978-4-263-44217-3
- パイロットアトラス標本で学ぶ口腔の発生と組織 医歯薬出版(2003) ISBN 978-4-263-45526-5

## 所属学会
- 歯科基礎医学会 （常任理事）[2]
- 日本歯科医学教育学会 （常任理事）[3]
- 日本解剖学会（解剖組織技術者資格審査委員会委員）[4]
- 日本顕微鏡学会（評議員）[5]
- 新潟歯学会（評議員）[6]
- 国際歯科研究学会 （編集委員　1998-200）[5]
- 北米神経科学会 [5]

| 学職                                  | 学職                                                       | 学職                                         |
| ------------------------------------- | ---------------------------------------------------------- | -------------------------------------------- |
| 先代 立川哲彦 第50回 2008年 TOC有明他 | 歯科基礎医学会学術大会・総会 会頭 第51回 2009年 朱鷺メッセ | 次代 牧村正治 第52回 2010年 タワーホール船堀 |